# اینترنت اشیای نظامی
اینترنت اشیا نظامی (IoMT) یک کلاس یا اصطلاحی برای عملیات‌های جنگی است. این اصطلاح یک شبکه پیچیده از موجودیت‌های به هم پیوسته است. یا «چیزها» در قسمت حوزه نظامی که به‌طور مستمر با یکدیگر در ارتباط هستند تا هماهنگ شوند، یاد بگیرند، با محیط فیزیکی تعامل داشته باشند تا طیف بزرگ و وسیعی از کارها را به‌صورت کاربردی تر و آگاهانه تر انجام دهند. مفهوم (IoMT) به‌طور زیادی نشات گرفته از این ایده است که جنگ‌های نظامی آینده در حصار هوش مصنوعی و جنگ سایبری قرار خواهد گرفت و احتمالاً در محیط‌های شهری اتفاق خواهد افتاد. با ایجاد کردن یک اکوسیستم مینیاتوری که قابلیت استخراج اطلاعات مبنی بر احساس و انجام چندین کار را به‌صورت همزمان در یک زمان داشته باشد. (IoMT) به‌طور مفهومی طراحی شده تا بار جسمی و روانی جنگجویان که در مواجهه با محیط جنگی / رزمی به‌وجود می‌آید خالی کند.
با گذر زمان، اصطلاحات متفاوت معرفی شده تا استفاده از اینترنت اشیا نظامی برای شناسایی، نظارت بر محیط زیست، جنگ بدون سرنشین و سایر اهداف جنگی توصیف کند. این اصطلاحات شامل اینترنت اشیا نظامی (IoMT)، اینترنت اشیا نبرد رزمی و اینترنت چیزهای میدان جنگ (IoBT) است.

## نظر اجمالی
اینترنت اشیاء نظامی طیف گسترده‌ای از دستگاه‌ها و وسایل را که از طریق رابط‌های مجازی یا سایبری که در سیستم‌ها ادغام شده‌اند، دارای قابلیت‌های حس فیزیکی، یادگیری و فعال‌سازی هوشمند هستند در بر می‌گیرد. این دستگاه‌ها شامل آیتم‌هایی مثل سنسورها، وسایل و رسانه‌ها، روبات‌ها، پهبادها (UAVs)، دستگاه‌هایی که انسان می‌تواند بپوشد، بیومتریک، مهمات، زره، سلاح و سایر فناوری‌های هوشمند می‌شود. در کل دستگاه‌های (IoMT) را می‌توان به چهار دسته تقسیم کرد. (اما دستگاه‌ها باید به اندازه کافی حاضر باشند تا یک بافت داده را تشکیل دهند):
دستگاه انتقال داده: دستگاهی متصل و چسبیده به یک چیز فیزیکی که غیرمستقیم آن را به شبکه ارتباطی بزرگتر مرتبط می‌سازد.
دستگاه ثبت اطلاعات: یک دستگاه خوانایی/نوشتاری که قابلیت برهم کنش چیزهای فیزیکی را دارد.
دستگاه حسگر و فعال کننده: یک دستگاه که می‌تواند اطلاعات مرتبط با محیط اطراف را اندازه بگیرد و ان را به سیگنال الکترونیکی دیجیتال یا یک عملیات فیزیکی تبدیل کند.
دستگاه‌های عمومی دیگر: یک دستگاه که می‌تواند پردازش و قابلیت برقراری ارتباط را در درون خود جای دهد و می‌تواند اطلاعات را با یک شبکه بزرگتر تبادل کند و تغییر دهد.
علاوه بر ارتباط انواع مختلف دستگاه‌های الکترونیکی با شبکه یکپارچه، محققان امکان یکی کردن اشیا بی جان مانند گیاهان و سنگ‌ها را درون سیستم بانصب حسگرهایی که آن‌ها را تبدیل به نقطه‌های جمع‌آوری اطلاعات می‌کنند را پیشنهاد داده‌اند. سعی و کوشش‌های این چنینی در راستای پروژه‌های مرتبط به توسعه کارخانه‌های الکترونیکی و e-Plantsها است.
مثال‌های پیشنهاد شده از نرم‌افزارهای loMT شامل شناسایی تاکتیکی، مدیریت هوشمند منابع، پشتیبانی منطقی (یعنی ردیابی و تأمین تجهیزات)، نظارت هوشمند شهری، و نبرد داده‌ها است. چندین ملیت مثل سران سازمان پیمان آتلانتیک شمالی، اظهار علاقه به منافع فناوری نظامی IoT داشتند.

## تاریخچه
پیشرفت‌های اینترنت نظامی اشیا (loMT) غالباً از تلاش‌های نظامی برای تقویت توسعه شبکه‌های حسگر و برنامه‌های محاسباتی کم مصرف در دهه ۱۹۶۰ برای کاربردهای دفاعی ریشه می‌گیرد. حین جنگ سرد، نظام و ارتش ایالات متحده در استفاده از فناوری‌های شبکه حسگر رادیویی یا بی‌سیم برای آشکارسازی و پی بردن و ردیابی زیردریایی‌های شوروی پیشگام بود. یک مثال سیستم نظارت صدا، یک شبکه حسگر صورتی زیردریایی یعنی هیدروفون‌ها که در تمام اقیانوس‌های اطلس و آرام هستند تا به‌عنوان پست‌های شنود زیر آب برای تأسیسات بالای زمینی رفتار کنند. خیلی از حسگرها و فناوری‌های شبکه ای که وزارت دفاع ایالات متحده در این بازه زمانی توسعه داد، سرانجام به‌عنوان پایه ای برای سیستم‌های مدرن اینترنت اشیا بکار گرفته شد. اگر منتقدانه نگاه کنیم، وزارت دفاع آمریکا کمک کرد تا عرصه و صحنه برای محققان اینترنت نظامی loMT در اواخر دهه 1960s با ایجاد شبکه آژانس پروژه‌های تحقیقاتی پیشرفته پیش‌درآمد اولیه اینترنت که دانشمندان نظامی پراکنده جغرافیایی از آن برای به اشتراک گذاری داده‌ها استفاده کردند ایجاد شود.
در دهه ۱۹۸۰، آژانس پروژه‌های پیشرفته دفاعی به‌طور رسمی با محققان دانشگاهی در مؤسسه فناوری ماساچوست (MIT) و دانشگاه کارنگی ملون برای توسعه بیشتر شبکه‌های حسگر بی‌سیم و رادیویی توزیع شده همکاری کرد. از آنجا، تحقیق در فناوری‌های حسگر بی‌سیم در سراسر جامعه تحقیقاتی غیرنظامی گسترش پیدا کرد و سرانجام برای کاربردهای صنعتی مانند توزیع برق، تصفیه فاضلاب و اتوماسیون کارخانه استفاده شد. در طی این زمان، وزارت دفاع آمریکا سرمایه‌گذاری سنگینی بر کوچک سازی مدارهای مجتمع برای جاگذاری اشیاء مختلف با تراشه‌های کامپیوتری کوچک انجام داد. در نتیجه تأمین مالی این وزارت، صنعت میکروالکترونیک تجاری زمانی که با کاهش احتمالی پتانسیل مواجه شد، توانست بهبود یابد.
در اواخر دهه ۱۹۹۰، وزارت دفاع از برنامه‌هایی برای جنگ «شبکه‌محور» خبرداد که حوزه‌های فیزیکی، اطلاعاتی و شناختی را برای تقویت اشتراک‌گذاری اطلاعات و همکاری یکپارچه می‌کرد. چند نمونه از پروژه‌هایی که در جهت این هدف هستند و شامل Net Warrior (که قبلاً به عنوان سیستم سرباز زمینی یا سیستم سرباز سواره شناخته می‌شد) و تیپ فرماندهی نبرد Force XXI و پلت فرم ارتباطی زیر، که هر دو در اوایل دهه ۲۰۰۰ رایج بودند. اما، علاقه به تحقیق loMT در ارتش کاهش یافت همان گونه که به موازات آن صنعت تجاری با فناوری جدید پیشرفت کرد. هنگامی که وزارت دفاع تحقیقات خود را در زمینه حسگرهای پیشرفته، سیستم‌های پردازش اطلاعات هوشمند و شبکه‌های ارتباطی ادامه می‌داد، تعداد کمی از شبکه‌های نظامی به دلیل نگرانی‌های امنیتی، از پشته اینترنت اشیا مانند حسگرهای شبکه‌ای و فناوری پاسخ خودکار به‌طور کامل سود برد. از سال ۲۰۱۹، تحقیقات در فناوری مدرن IoT در ارتش شروع به بازیابی مقدار قابل توجهی از پشتیبانی ارتش، نیروی دریایی و نیروی هوایی ایالات متحده کرد.

## برنامه‌ها و پروژه‌ها

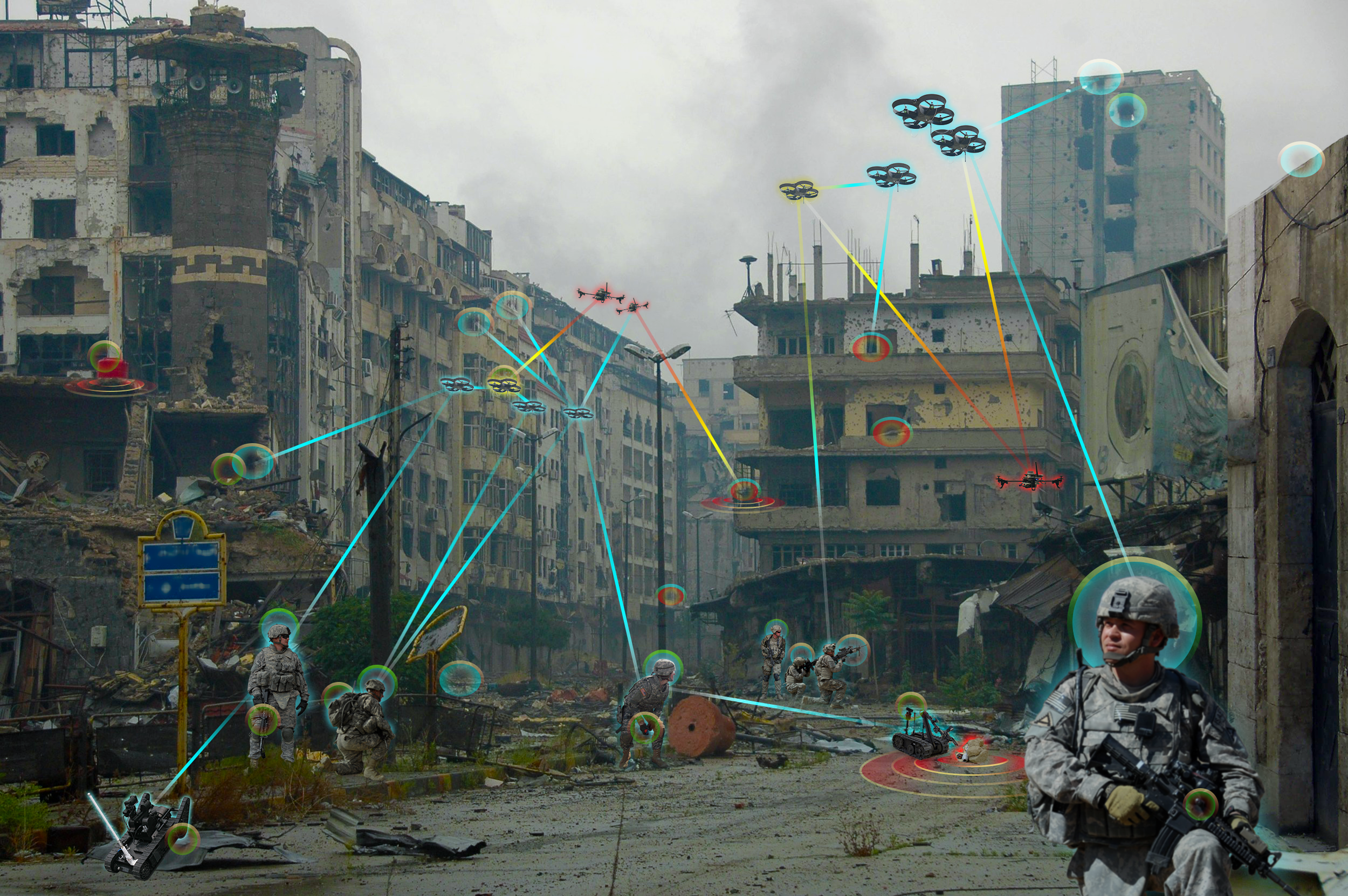
اینترنت اشیا نظامی

اقدامات مبتکرانه متعددی توسط وزارت دفاع به منظور تقویت تحقیقات اینترنت اشیا در حوزه نظامی و همچنین کاهش شکاف فعلی در پیشرفت بین کاربردهای نظامی و صنعتی شکل گرفت.

### سرباز متصل
پروژه سرباز متصل یک تحقیق ابتکاری بود که توسط مرکز تحقیقات، توسعه و مهندسی سرباز Natick ارتش ایالات متحده حمایت شد که بر ایجاد تجهیزات بدنه هوشمند تمرکز داشت. هدف این پروژه ایجاد اینترنت اشیا برای هر سرباز با ادغام رادیو باند پهن، حسگرهای زیستی و سیستم‌های پوشیدنی هوشمند به عنوان تجهیزات استاندارد بود. این دستگاه‌ها نه تنها برای نظارت بر وضعیت فیزیولوژیکی سرباز، بلکه برای انتقال داده‌های مأموریت، اطلاعات نظارتی و سایر اطلاعات مهم به خودروهای نظامی، هواپیماها و سایر سربازان مجاور نیز خدمت می‌کردند.

### اینترنت میدان جنگ
در سال ۲۰۱۶، آزمایشگاه تحقیقاتی ارتش ایالات متحده پروژه اینترنت میدان نبرد را در پاسخ به طرح کلی عملیاتی ارتش ایالات متحده برای سال‌های ۲۰۲۰ تا ۲۰۴۰ تحت عنوان «برنده شدن در دنیای پیچیده» ایجاد کرد. در دیدگاه کلی، وزارت دفاع اهداف خود را اعلام کرد تا با پیشرفت‌های تکنولوژیکی دشمنان احتمالی از طریق دور کردن توجه خود از جنگ‌های با فناوری پایین و در عوض تمرکز بر نبرد در مناطق شهری بیشتر همگام شود. به عنوان طرحی دقیق برای آنچه آزمایشگاه تحقیقاتی ارتش ایالات متحده مشکوک شده که جنگ آینده ممکن است به چه صورت باشد، پروژه loMT فشار بیشتری بر روی ادغام بهتر فناوری اینترنت اشیا در عملیات نظامی به منظور آمادگی بهتر برای تکنیک‌هایی مانند جنگ الکترونیکی که ممکن است در پیش باشد آورد.
در سال ۲۰۱۷، آزمایشگاه تحقیقاتی ارتش ایالات متحده، اتحاد تحقیقات مشارکتی اینترنت میدان نبرد را بنا کرد تا محققان صنعت، دانشگاه و دولت را برای پیشبرد مبانی نظری سیستم‌های IoBT گرد هم آورد.
به گفته آزمایشگاه تحقیقاتی ارتش ایالات متحده، پروژه loMT اساساً برای تعامل با محیط اطراف از طریق کسب اطلاعات در مورد محیط، عمل بر اساس آن و یادگیری مداوم از این تعاملات طراحی شده است. نتیجتاً تلاش‌های تحقیقاتی بر چالش‌های حسگرها، فعال‌سازی و یادگیری متمرکز شد. برای اینکه پروژه IoBT طبق آنچه انتظار می‌رفت کارایی داشته باشد و عمل کند، ابتدا باید شرایط پیش نیاز زیر در رابطه با قابلیت فناورانه، سازماندهی ساختاری و اجرای نظامی برآورده شود.

#### ارتباط
همه موجودیت‌ها در پروژه IoBT باید قادر باشند به درستی اطلاعات را حتی با وجود تفاوت در طراحی معماری و آرایش، به یکدیگر مرتبط سازند. هنگامی که اینترنت اشیا تجاری آینده ممکن است کمبود استانداردهای یکنواخت را در بین برندها و تولیدکنندگان مختلف در معرض نمایش نشان دهد و ابراز کند، موجودیت‌ها و نهادهای موجود در IoBT باید با وجود نمایش ناهمگونی و ناسازگاری زیاد، سازگار باقی بمانند. به بیان دیگر، تمام تجهیزات الکترونیکی، فناوری، یا سایر پیشنهادها تجاری که توسط پرسنل نظامی منجر به دستیابی به آنها می‌شود باید زبان یکسانی داشته باشند یا دست کم «مترجمانی» باشند که انتقال و ترجمه و پردازش انواع مختلف اطلاعات را ممکن سازد. علاوه بر این، IoBT باید قادر باشد به‌طور موقت دستگاه‌های فناوری و کانال‌های شبکه‌ای موجود را که متعلق به استفاده خود نیست بکار بگیرد مخصوصاً اگر انجام این کار برای سیستم مفید باشد (مثلاً استفاده از زیرساخت‌های شبکه غیرنظامی که در عملیات نظامی یک کلان‌شهر وجود دارد). در آن واحد، loBT باید درجات مختلف قابل اعتماد بودن تمامی شبکه‌هایی که مورد استفاده آن قرار می‌گیرند را لحاظ کند.
زمان‌بندی در موفقیت IoBT بسیار مهم خواهد بود. سرعت ارتباطات، محاسبات، یادگیری ماشین، نتیجه‌گیری و فعال سازی بین موجودیت‌ها برای بسیاری از وظایف مأموریتی، مهم است، برای آنکه سیستم/شبکه باید بداند کدام نوع اطلاعات را اولویت قرار دهد. مقیاس پذیری همچنین به عنوان یک عامل مهم در عملیات بکار می‌رود زیرا شبکه باید به اندازه کافی انعطاف‌پذیر باشد تا در هر اندازه ای کاربرد خود را حفظ کند.

#### یادگیری
موفقیت IoBT وابسته به تأثیرگذاری همکاری متقابل بین عوامل انسانی و نهادهای الکترونیکی در شبکه است. در یک محیط تاکتیکی، موجودیتها/نهادهای الکترونیکی با طیف گسترده‌ای از اهداف از جمع‌آوری اطلاعات گرفته تا اجرای اقدامات سایبری علیه سیستم‌های دشمن وظیفه خواهند داشت. برای اینکه این فناوری‌ها بتوانند آن کارایی تأثیرگذار خود را پیاده کنند، باید بتوانند نه تنها اهداف عوامل انسانی را در حین تغییر مشخص کنند، بلکه سطح قابل توجهی از خودسازماندهی مستقل را برای وفق دادن با محیط به سرعت در حال تغییر نشان دهند و به اثبات برسانند. برعکس زیرساخت‌های شبکه تجاری، پذیرش اینترنت اشیا در حوزه نظامی باید ملاحظه کند که محیط ممکن است بی‌نهایت خصومت آمیز یا بی‌ثبات باشد، که به درجه بالایی از هوش برای هدایت نیاز دارد.
در نتیجه، فناوری IoBT باید قادر به گنجاندن هوش پیش‌بینی، یادگیری ماشین و شبکه عصبی را داشته باشد تا هدف کاربران انسانی را درک کند و تعیین کند که چگونه آن هدف را بدون پردازش مدیریت خرد تک تک اجزای سیستم عملی کند.
به گفته آزمایشگاه تحقیقاتی ارتش ایالات متحده، نگهداری و حفظ کردن برتری تسلط اطلاعات بر توسعه سیستم‌های مستقلی تکیه می‌کند که می‌توانند خارج از وضعیت فعلی وابستگی کامل آن به کنترل انسان عمل کنند. تمرکز اصلی تحقیقات IoBT، پیشرفت الگوریتم‌های یادگیری ماشینی است تا به شبکه، قدرت استقلال تصمیم‌گیری بدهد. به جای داشتن یک سیستم در هسته شبکه که به عنوان مؤلفه اطلاعاتی مرکزی که دستور به اقدامات شبکه می‌دهد، عملکرد دارد، IoBT دارای اطلاعاتی است که در سراسر شبکه پخش شده است؛ بنابراین، اجزای منحصر بفرد می‌توانند به صورت محلی یاد بگیرند، یکدیگر را وفق بدهند و تطبیق داشته باشند و با یکدیگر تعامل داشته باشند و همچنین رفتارها و ویژگی‌ها را به‌طور خودکار و پویا در مقیاس جهانی به روز کنند تا با عملیات مطابقت داشته باشند همان‌طور که چشم‌انداز جنگ دائماً در حال تکامل است. در زمینه اینترنت اشیا، ادغام هوش مصنوعی در حجم انبوه داده‌ها و موجودیت‌های درگیر در شبکه، تقریباً تعداد بی‌نهایتی از امکانات را برای رفتار و قابلیت‌های تکنولوژیکی در دنیای واقعی فراهم می‌کند.
در یک محیط تاکتیکی، IoBT باید قادر باشد انواع مختلفی از رفتارهای یادگیری را برای مطابقت با شرایط که به سرعت در حال تغییر است انجام دهد. یکی از حوزه‌هایی که توجه زیادی را به خود جلب کرد، مفهوم فرا یادگیری است، که در تلاش است تا مشخص کند ماشین‌ها چگونه می‌توانند بیاموزند که چگونه یاد بگیرند!!داشتن چنین مهارتی به سیستم این اجازه را می‌دهد که از ثبات مفاهیم مطلق از پیش آموزش دیده در مورد نحوه درک کردن و عمل کردن هر زمان که وارد یک محیط جدید می‌شود اجتناب کند.
IoBT همچنین باید سطح پیچیده‌ای از آگاهی از موقعیت و هوش مصنوعی را نشان دهد که به سیستم اجازه می‌دهد تا به‌طور مستقل کار را بر اساس اطلاعات محدود نشان دهد. هدف اصلی این است که به شبکه آموزش داده شود که چگونه تصویر کامل یک موقعیت را به درستی استنتاج کند و در عین حال متغیرهای نسبتاً کمی را اندازه‌گیری کند. در نتیجه، سیستم باید قادر باشد حجم وسیع و تنوع داده‌هایی را که به‌طور منظم جمع‌آوری می‌کند در هوش جمعی خود ادغام کند، در حالی که در یک حالت یادگیری مستمر در مقیاس‌های زمانی مختلف کار می‌کند، و همزمان از اقدامات گذشته در حالی که در حال حاضر عمل می‌کند، یادمی‌گیرد. پیش‌بینی رویدادهای آینده.
شبکه همچنین باید شرایط، خطاها یا خرابی‌های پیش‌بینی نشده را در نظر بگیرد و بتواند منابع خود را برای بازیابی حداقل سطح محدودی از عملکرد مجدداً پیکربندی کند. با این حال، برخی از مؤلفه‌ها باید اولویت‌بندی و ساختاربندی شوند تا نسبت به سایرین نسبت به شکست مقاوم‌تر باشند. به عنوان مثال، شبکه‌هایی که اطلاعات مهمی مانند داده‌های پزشکی را حمل می‌کنند، هرگز نباید در معرض خطر خاموش شدن قرار گیرند.

### دسترسی شناختی
برای اجزای نیمه مستقل، پهنای باند شناختی انسان به دلیل محدودیت‌های آن در پردازش و رمزگشایی سیل اطلاعات تولید شده توسط سایر موجودات در شبکه، به عنوان یک محدودیت قابل توجه برای IoBT عمل می‌کند. برای به دست آوردن اطلاعات واقعاً مفید در یک محیط تاکتیکی، فناوری‌های نیمه مستقل IoBT باید حجم بی‌سابقه‌ای از داده‌ها با پیچیدگی بسیار در سطوح انتزاع، قابلیت اعتماد، ارزش و سایر ویژگی‌ها را جمع‌آوری کند. به دلیل محدودیت‌های جدی در ظرفیت ذهنی، توجه و زمان انسان، شبکه باید بتواند به راحتی جریان‌های بزرگ اطلاعات تولید و تحویل شده توسط IoBT را به بسته‌هایی با اندازه معقول از اطلاعات ضروری که به‌طور قابل‌توجهی به پرسنل ارتش مرتبط است، کاهش داده و تبدیل کند. مانند سیگنال‌ها یا هشدارهایی که به موقعیت و مأموریت فعلی آنها مربوط می‌شود.
یکی از خطرات مهم پروژه IoBT این است که امکان دارد دستگاه‌ها بتوانند اطلاعات مفیدی را که زمان و توجه ارزشمند انسان را از بین می‌برد یا حتی اطلاعات نامناسبی را که ان‌ها را به انجام کارهایی که نهایتاً پیامدهای نامطلوب داشته باشد و ان هارا گمراه کند منتشر سازد. در عین حال، اگر نهادهای انسانی به درست بودن و صحت اطلاعات ارائه شده توسط فناوری IoBT شک کنند، سیستم پسرفت خواهد کرد. نهایتاً، IoBT باید طوری که برای انسان‌ها بسیار راحت و آسان باشد بدون اینکه کیفیت و کارایی اطلاعاتی که به آنها ارائه می‌دهد به خطر بیفتد عمل کند.

### جنگ خاتم/موزائیکی
جنگ موزائیک اصطلاحی است که توسط تام برنز، مدیر سابق دفتر فناوری استراتژیک و دان پت معاون سابق ابداع شد تا رویکرد «سیستم‌های سیستم‌ها» به جنگ نظامی را که تمرکزش بر پیکربندی مجدد سیستم‌ها و فناوری‌های دفاعی است توصیف کند تا بتوان آن‌ها را به سرعت در انواع ترکیبات متفاوت برای کارهای متفاوت در اختیار گرفت. Mozaic Warfare که برای الگو برداری از ماهیت قابل تطبیق پذیری بلوک‌های لگو و هنر موزاییک طراحی شده است، به عنوان استراتژی برای گیج کردن و پیروزی بر نیروهای دشمن با استقرار سیستم‌های تسلیحاتی فناوری کم‌هزینه که می‌توانند نقش‌های متعدد ایفا کنند و اقدامات را با یکدیگر هماهنگ کنند، فراگیر شد تا فرایند تصمیم‌گیری برای دشمن را پیچیده کند. این روش جنگ به عنوان پاسخی به سیستم یکدست و متحد فعلی در ارتش، که بر ساختار متمرکز فرماندهی و کنترل متکی است، مملو از ارتباطات تک نقطه‌ای آسیب‌پذیر و توسعه چند سیستم بسیار توانمند که برای ریسک بسیار مهم هستند، پدید آمد.
از سال ۲۰۱۷ مفهوم جنگ موزائیک در آژانس پروژه‌های پیشرفته دفاعی وجود داشت و به توسعه برنامه‌های فناوری مختلف مانند سیستم فناوری یکدست سازی سیستم‌ها و آزمایش (SoSIT) کمک کرد، که باعث توسعه یک سیستم شبکه‌ای شد که به ایستگاه‌ها و سکوهای زمینی ناپیوسته قبلی اجازه انتقال و ترجمه داده‌ها بین یکدیگر را می‌دهد.

### اقیانوس اشیا
در سال ۲۰۱۷، آژانس پروژه‌های پیشرفته دفاعی خبر از ایجاد یک برنامه جدید تحت عنوان «اقیانوس اشیا» داد که در آن برنامه‌ریزی شده بود تا فناوری اینترنت اشیا را در مقادیر بزرگتر به‌کار بگیرد تا آگاهی موقعیتی دریایی پایدار در مناطق وسیع اقیانوسی به‌وجود بیاید. بر اساس این اعلامیه، این پروژه شامل استقرار هزاران اشیا شناور کوچک تجاری است. هرشی شناور شامل مجموعه‌ای از حسگرها است که اطلاعات محیطی - مانند دمای سطح دریا و وضعیت دریا - و اطلاعات فعالیتهایی مانند حرکت کشتی‌های تجاری و هواپیماها را جمع‌آوری می‌کند. سپس تمام اطلاعات جمع‌آوری‌شده از این شناورها به صورت دوره‌ای به یک شبکه ابری برای ذخیره‌سازی و تجزیه و تحلیل سریع فرستاده می‌شوند. هدف آژانس پروژه‌های پیشرفته دفاعی از این رویکرد، به‌وجود آوردن یک شبکه حسگر وسیع است که می‌تواند خودش به‌صورت خودکفا شناورهای نظامی، تجاری و غیرنظامی و همچنین شاخص‌های سایر فعالیت‌های دریایی را شناسایی و ردیابی کند.
پروژه Ocean of Things اساساً بر دو هدف اصلی طراحی کردن شناورهای حسگر و تکنیک‌های تحلیلی که در سازماندهی و تفسیر اطلاعات‌های که دریافت می‌شوند دخیل هستند، متمرکز بود. برای طراحی شناور، این کشتی باید حداقل یک سال در شرایط سخت اقیانوس مقاومت می‌کرد و در آن واحد از اجزای تجاری که در دسترس بود ساخته می‌شد که هزینه هر کدام کمتر از ۵۰۰ دلار بوده. علاوه بر این، اشیا شناورها هیچ خطری برای شناورهای عبوری نداشتند و باید از موادی که برای محیط زیست خطری ایجاد نمی‌کردند ساخته می‌شدند تا بتوانند پس از تمام شدن مأموریت خود را در اقیانوس با آسودگی دفع کنند. با توجه به تجزیه و تحلیل اطلاعات، پروژه بر روی توسعه نرم‌افزار مبتنی بر ابر متمرکز شد که می‌توانست اطلاعات مربوط به محیط و شرایط خود را با استفاده از یک نمایشگر پویا جمع‌آوری، تجزیه و تحلیل کند و انتقال دهد.

## نگرانی‌های امنیتی
یکی از بزرگ‌ترین خطرات شایع فناوری IoMT، خطر تهدیدات و خرابی سیستم است که قابلیت به خطر انداختن کل شبکه را دارد. از آنجایی که اصل مفهوم IoMT این است که همه اجزای شبکه (حسگرها، محرک‌ها، نرم‌افزارها و سایر دستگاه‌های الکترونیکی) برای جمع کردن و انتقال اطلاعات به یکدیگر متصل شوند، محافظت ضعیف دستگاه‌های اینترنت اشیایی در برابر حملاتی که خطرناک هستند می‌تواند منجر شود که مقادیر زیادی اطلاعات که باید محرمانه بماند در معرض خطر قرار دهند. اطلاعات اگر در قالب نرم‌افزار خراب، اطلاعات نادرست و اطلاعات فاش شده باشد، می‌تواند مسبب آسیب جدی و جبران‌ناپذیری شود. طبق گفته وزارت دفاع ایالات متحده، امنیت همچنان اولویت اصلی در تحقیقات اینترنت اشیا است. IoMT باید بتواند تلاش‌های نیروهای دشمن برای حمله، آسیب رساندن، دزدیدن، دستکاری یا خراب کردن شبکه و اطلاعاتی را که در اختیار دارد را پیش‌بینی کند، از آن دوری کند و پس از پیش‌بینی بتواند اطلاعات را که ویرایش شده‌اند بازیابی کند. استفاده از دستگاه‌های پارازیت، استراق سمع الکترونیکی یا بدافزارهای سایبری ممکن است خطری جدی برای محرمانه بودن، یکدستی و در دسترس بودن اطلاعات در شبکه ایجاد کند. علاوه بر این، نهادهای انسانی نیز ممکن است مورد هدف کمپین‌های اطلاعات نادرست قرار گیرند تا منجر به بی‌اعتمادی نسبت به عناصر خاصی از IoMT شود. از آنجایی که فناوری IoMT ممکن است در شرایط خصمانه مورد استفاده قرار گیرد، محققان باید این احتمال اینکه تعداد زیادی از منابع در معرض خطر قرار بگیرند را در نظر داشته باشد تا جایی که الگوریتم‌های ارزیابی ممکن است از برخی از این منابع در معرض خطر استفاده کند تا صحت موجودیت‌های مخرب را به اشتباه تأیید کند را نیز درنظر بگیرد.
برای کاهش دادن و به کمترین میزان ممکن رساندن خطرات مربوط به دستگاه‌های اینترنت اشیا، احتمالاً نیازمند تلاش گسترده شبکه برای نگهداری و حفظ دفاع‌هایی که غیرقابل نفوذ امنیت سایبری باشد و همچنین به‌کارگیری اقدامات ضد جاسوسی است که تهدیدات بالقوه را خنثی، نابود یا غیرقابل نفوذ می‌کند، نمونه‌هایی از استراتژی‌های ممکن عبارتند از استفاده از امنیت «یکبار مصرف» است که در آن دستگاه‌هایی که در معرض خطر دشمن قرار می‌گیرند، به سادگی بلا استفاده تلقی می‌شوند یا از IoMT جدا می‌شوند، و اینترنت‌هایی که شنودهای دشمن را گمراه می‌کنند. از آنجایی که انتظار می‌رود نیروهای دشمن استراتژی‌های خود را برای نفوذ به IoMT تطبیق دهند و تکامل دهند، شبکه همچنین باید یک فرایند یادگیری مداوم داشته باشد که به‌طور مستقل تشخیص ناهنجاری، نظارت بر الگو و سایر مکانیسم‌های دفاعی را بهبود بخشد.
یکی از نکات کلیدی مورد علاقه برای تحقیقات IoMTذخیره‌سازی مطمئن اطلاعات است. از آنجایی که پیش‌بینی می‌شود سیستم IoMT حجم عظیمی از اطلاعات را تولید کند، توجه‌ها به رویکردهای جدید برای نگهداری درست اطلاعات و تنظیم دسترسی محافظت‌شده که اجازه انتشار یا سایر آسیب‌پذیری‌ها را نمی‌دهد متمرکز شد. یکی از راه حل‌های مهم که توسط پنتاگون پیشنهاد شد، Comply to Connect (C2C) بود، یک برنامه امنیتی شبکه که به‌طور مستقل بر کشف دستگاه و کنترل دسترسی نظارت می‌کرد تا همگام با شبکه به‌طور صعودی، در حال رشد موجودیت‌ها باشد.